# NGC 4878
NGC 4878 ist eine Linsenförmige Galaxie vom Hubble-Typ SB0-a im Sternbild der Jungfrau, welche etwa 167 Millionen Lichtjahre von der Milchstraße entfernt ist. Sie wurde zusammen mit NGC 4879 und NGC 4888 in einer einzigen Beobachtung am 23. März 1789 von Wilhelm Herschel mit einem 18,7-Zoll-Spiegelteleskop entdeckt, der dabei „N4878,9 III 758,9 20m 55s f, 1d 53m n Two nebulae, both vF, vS. N4888 II 778 21m 12s f, 1d 54m n F, S, sf a double star“ notierte.